# Université Dicle
L'université Dicle est une université turque située à  Diyarbakır, en Turquie, dans la province du même nom. 

## Description
Le campus de 55 hectares est situé à l'est de la ville, sur la rive opposée du Tigre. L'université, construite en 1974, accueille 30 000 étudiants et emploie 3 600 personnes. Elle propose 13 facultés, 11 écoles professionnelles supérieures, 5 écoles supérieures, 1 conservatoire, 3 Instituts, 8 centres de recherche et un hôpital de 1 500 lits combinant recherche et soins.

## Galerie

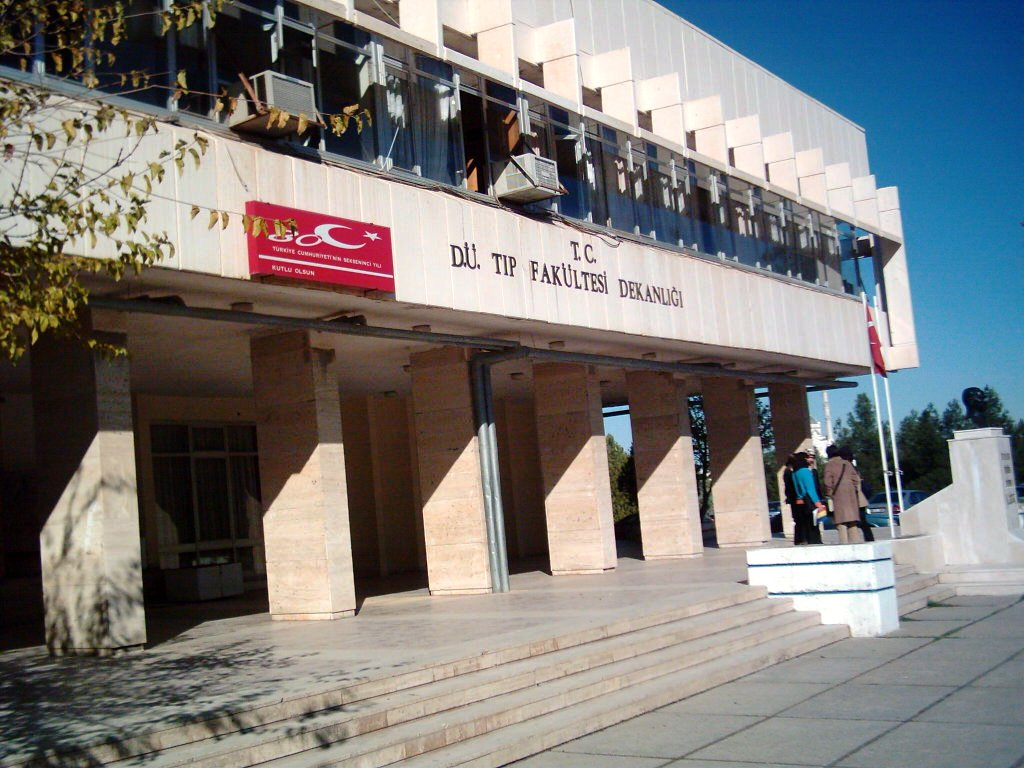
Un bâtiment de l'université
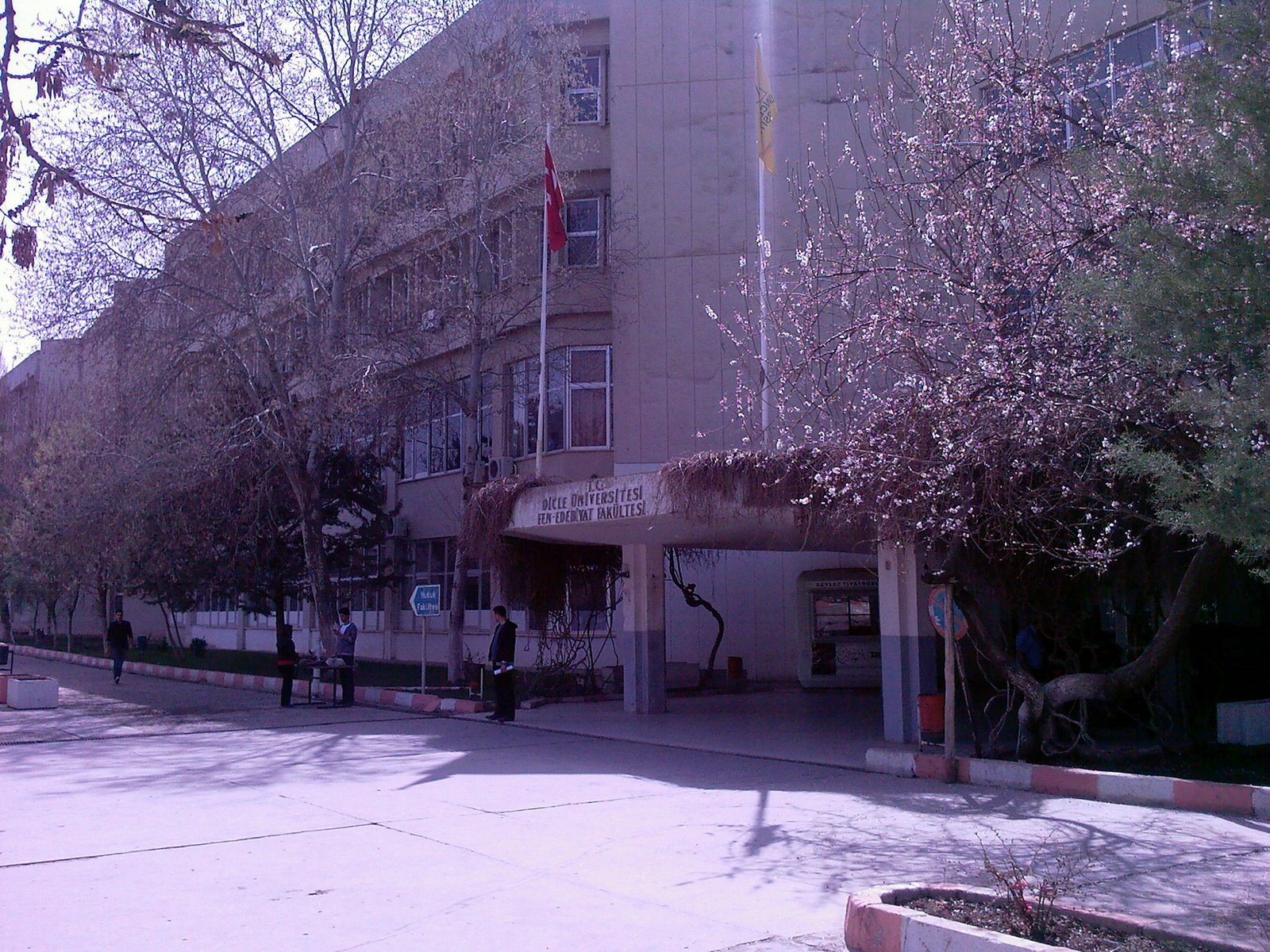
Un bâtiment de l'université
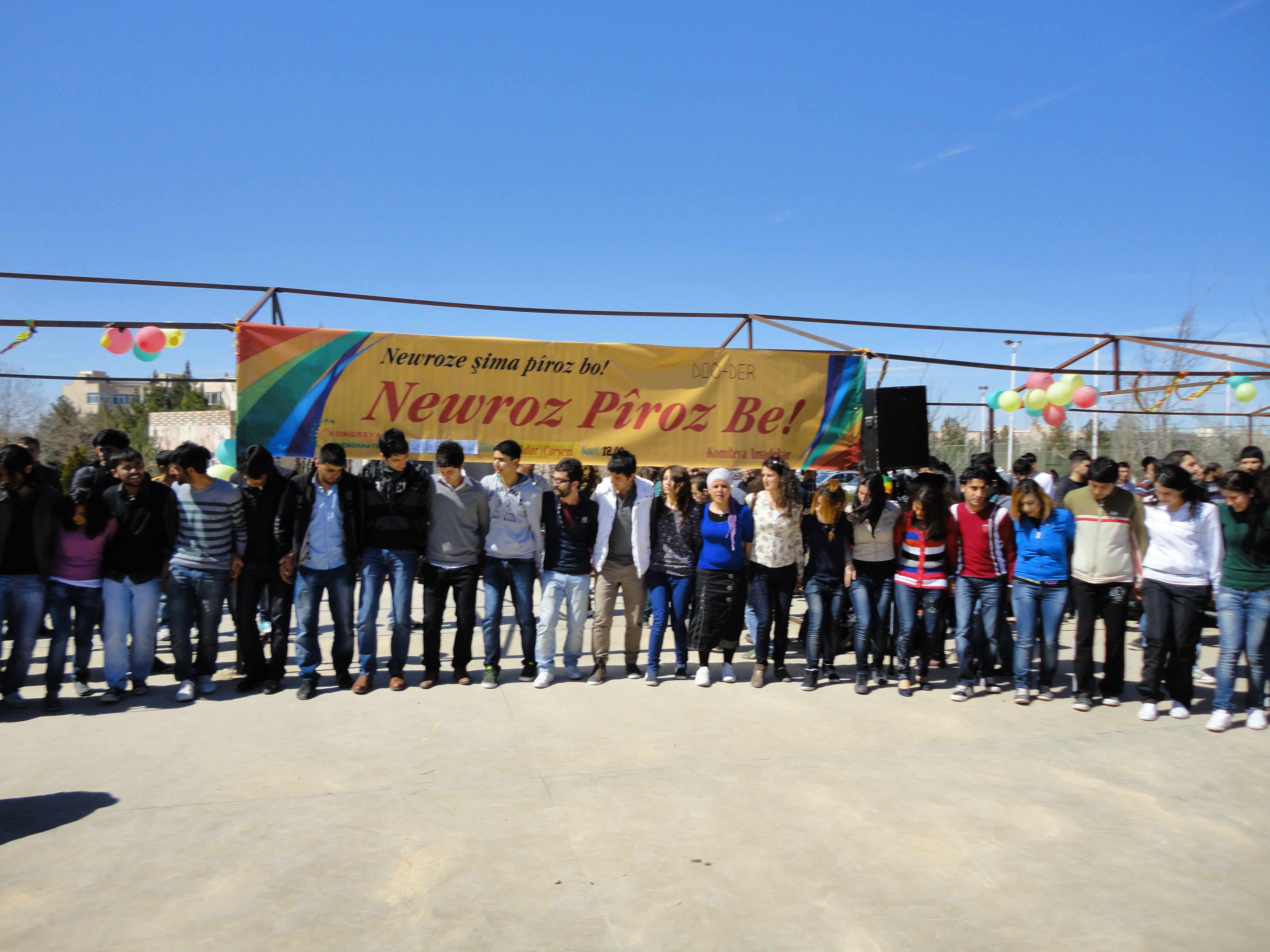
Des étudiants célébrant Norouz en 2012

## Anciens étudiants
- Zehra Doğan
- Gültan Kışanak
- Faysal Sarıyıldız
- Leyla Söylemez